# ريتشارد فالك
ريتشارد فالك (بالألمانية: Richard Falck) هو أخصائي فطريات وأستاذ جامعي وعالم نبات ألماني، ولد في 7 مايو 1873 في Lędyczek ‏ في بولندا، وتوفي في 1955 في أتلانتا في الولايات المتحدة.